# Liste der Monuments historiques in Savonnières-en-Perthois
Die Liste der Monuments historiques in Savonnières-en-Perthois führt die Monuments historiques in der französischen Gemeinde Savonnières-en-Perthois auf.

## Liste der Objekte
| Bezeichnung                                                           | Beschreibung                                              | Standort                        | Kennzeichnung | Schutzstatus | Datum | Bild |
| --------------------------------------------------------------------- | --------------------------------------------------------- | ------------------------------- | ------------- | ------------ | ----- | ---- |
| Skulptur Madonna mit Kind                                             | Stein, modern farbig gefasst, Anfang des 16. Jahrhunderts | in der Kirche St-Maurice (Lage) | PM55000568    | Classé       | 1982  |      |
| Kanzel                                                                | Stein, bemalt, Ende des 17. Jahrhunderts                  | in der Kirche St-Maurice (Lage) | PM55001091    | Classé       | 1993  |      |
| Zwei Statuenreliquiare: Heiliger Christophorus und heiliger Mauritius | Holz, farbig gefasst, Ende des 18. Jahrhunderts           | in der Kirche St-Maurice (Lage) | PM55002350    | Inscrit      | 1995  |      |